# Norra Appokjaure
Norra Appokjaure är en sjö i Jokkmokks kommun i Lappland och ingår i Luleälvens huvudavrinningsområde. Sjön har en area på 0,066 kvadratkilometer och ligger 345,4 meter över havet.

## Delavrinningsområde
Norra Appokjaure ingår i det delavrinningsområde (737725-167822) som SMHI kallar för Utloppet av Appokaggan. Medelhöjden är 385 meter över havet och ytan är 53,01 kvadratkilometer. Räknas de 27 avrinningsområdena uppströms in blir den ackumulerade arean 387,74 kvadratkilometer. Appokälven som avvattnar avrinningsområdet har biflödesordning 3, vilket innebär att vattnet flödar genom totalt 3 vattendrag innan det når havet efter 227 kilometer. Avrinningsområdet består mestadels av skog (63 procent) och sankmarker (34 procent). Avrinningsområdet har 1,26 kvadratkilometer vattenytor vilket ger det en sjöprocent på 2,4 procent.